# Bentley 4 Litre
Ne doit pas être confondu avec Bentley 4½ Litre ou Bentley 4¼ Litre.
La Bentley 4 Litre est une berline de luxe développée par le constructeur automobile britannique Bentley à une époque où l’entreprise fait face à d’importantes difficultés financières. Son fondateur, Walter Owen Bentley, espère rétablir l’équilibre financier de son entreprise grâce à cette nouvelle automobile.
Alors que la 4 Litre devait s’emparer de nouvelles parts de marché et attirer de nouveaux clients – c’est d’ailleurs la raison pour laquelle elle est dotée d’un nouveau moteur 6 cylindres en ligne F-head dessiné par Harry Ricardo et développé par Bentley, –, elle se positionne finalement en concurrence directe avec la Rolls-Royce 20/25 HP.
Seuls 50 exemplaires seront produits sur la seule année 1931, Bentley ayant été acquis par Rolls-Royce en novembre de la même année.